# Коптиярви
Коптиярви, Куоппуттиярви — пресноводное озеро на территории Луусалмского сельского поселения Калевальского района Республики Карелии.

## Общие сведения
Площадь озера — 4 км², площадь водосборного бассейна — 32,6 км². Располагается на высоте 140,9 метров над уровнем моря.
Форма озера лопастная, продолговатая: оно вытянуто с севера на юг. Берега изрезанные, каменисто-песчаные, возвышенные, местами заболоченные.
Из залива в северной части озера вытекает река Керкешь, впадающая в озеро Среднее Куйто.
В озере расположено не менее пяти безымянных островов различной площади.
С запада к озеру подходит лесная дорога.
Код объекта в государственном водном реестре — 02020000811102000004876.